# RbAM Almirante Guillobel (R-25)

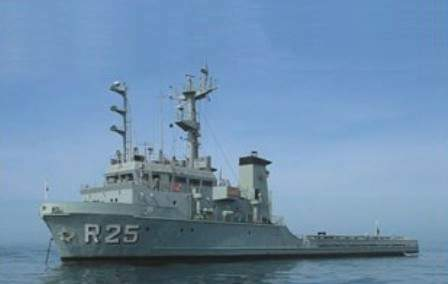
Rebocador de Alto Mar RbAM Almirante Guillobel (R-25), fundeado.

O RbAM Almirante Guillobel (R-25) foi  um rebocador de Alto Mar (RbAM) da Marinha do Brasil.
Foi construído pelo estaleiro Sumitomo Heavy Industries, no Japão e adquirido junto à Superpesa Maritime Transport.
Alguns dados:
- Lançamento: 15 de dezembro de 1976
- Incorporação: 22 de janeiro de 1981
- Baixa do Serviço:  22 de Abril de 2019[1]

## Origem do nome
O nome do RbAM (R-25), é uma homenagem ao Almirante-de-Esquadra Renato de Almeida Guillobel, que foi Ministro de Estado dos Negócios da Marinha entre 1951 e 1954. Participou das duas Grandes Guerras Mundiais. Na Primeira Guerra Mundial como Oficial de Navegação da Divisão Naval em Operações de Guerra, embarcado no Cruzador Rio Grande do Sul (C-3) e Cruzador Bahia (C-12). Na Segunda Guerra Mundial, como Comandante do Contratorpedeiro CT Marcílio Dias (D-25) (1937).
Navega sob o lema "Aqui é Real", e recebe o apelido carinhoso de "Hulk dos Mares".

## Características
- Deslocamento (ton): 2.393-padrão / 2.735-plena carga
- Dimensões (metros): 63,2 x 13,4 x 4,5
- Tripulação: 50
- Tração Estática (ton): 84
- Velocidade (nós): 14
- Raio de Ação (milhas): 10.000 milhas à 10 nós
- Armamento: 2 metralhadoras Oerlikon Mk10 20mm
- Construtor: Sumitomo Heavy Industries, Japão